# Jahja ibn Khalid
Jahja ibn Khalid, död 803 var en arabisk visir, son till Khalid ibn Barmakoch tillhörde barmakiderna.
Jahja ibn Khalid var ståthållare i Azerbajdzjan och anförtroddes av Al-Mahdi uppfostran av prinsen Harun, och då denne efter sin bror Al-Hadi 786 besteg tronen, utnämndes Jahja till vesir med oinskränkt makt, vilken han i stort sett behöll ända till 803. Jahja ibn Khalid blev far till Fadl, Djafar, Musa och Muhammed, vilka alla innehade höga ämbeten i det abbasidiska kalifatet. Han fängslades och avrättades sedan släkten fallit i onåd 803.